# João Muxfeldt
João Muxfeldt (Santo Antônio da Patrulha, 24 de julho de 1911 – ) foi um industrial e político brasileiro.
Filho de Guilherme Muxfeldt e de Tereza Muxfeldt.
Pela União Democrática Nacional (UDN) concorreu três vezes ao cargo de deputado estadual para a Assembleia Legislativa de Santa Catarina, em todas ficando como suplente e foi convocado nas três legislaturas: 3ª Legislatura (1955-1959), recebeu 2.370 votos; 4ª Legislatura (1959-1963), com 4.031 votos; e 5ª Legislatura (1963-1967), obteve 2.729 votos.